# Demokratiske Republik Congos håndboldlandshold (herrer)
Congos håndboldlandshold for mænd er det mandlige landshold i håndbold for Congo. Det repræsenterer landet i internationale håndboldturneringer.

## Resultater

### Afrikamesterkabet i håndbold
| År   | Demokratiske Republik Congos placering | Værtsland       |
| ---- | -------------------------------------- | --------------- |
| 1992 | 4.- plads                              | Elfenbenskysten |
| 2000 | 7.- plads                              | Algeriet        |
| 2002 | 8.- plads                              | Marokko         |
| 2004 | 8.- plads                              | Egypten         |
| 2006 | 11.- plads                             | Tunesien        |
| 2008 | 5.- plads                              | Angola          |
| 2010 | 4.- plads                              | Egypten         |
| 2012 | 8.- plads                              | Marokko         |
| 2014 | 10.- plads                             | Algeriet        |
| 2016 | 7.- plads                              | Egypten         |
| 2018 | 8.- plads                              | Gabon           |
| 2020 | 7.- plads                              | Tunesien        |

### Verdensmesterskab
- 2021 - 28. plads

## Nuværende trup
| Navn             | Fødselsdato | Klub                           |
| ---------------- | ----------- | ------------------------------ |
| Damien Kabengele |             | Fenix Toulouse Handball        |
| Francis Tuzolana | 31/07/1980  | Saint Gratien-Sannois Handball |
| Monzalé Mbemba   |             | HBC Gien Loiret                |
| Rémi Gervelas    |             | OC Cesson Handball             |
| Johan Kiangebeni |             | US Saintes HB                  |
| Lumu Kabasele    |             | Belfort Aire Urbaine Handball  |
| Juno Botuli      |             | HB Bagnols Marcoule            |
| Ken Malundu      |             | AS Fontaine                    |
| Olivier Botetsi  |             | Tremblay-en-France Handball    |
| Thierry Pumbulu  |             | US Lagny HB                    |